# Gerhard Ouckama
Gerhard Ouckama egentligen Gerhard Knoop, född 1861, död 1913, var en tysk författare.
Ouckama var vid sedan av Eduard von Keyserling den mest typiska representanten för dekadenslitteratur inom tysk litteratur. Bland hans arbeten märks Die Karburg (1887), Die Dekadenten (1898), Die Grenzen (2 band, 1903-05), Aus den Papieren des Freiherrn von Skarpl (1909) och den på sin tid uppseendeväckande filosofiska skriften Prinz Hamlets Briefe (1909), alla kännetecknade av skarp iakttagelse, subtil självanalys och en tillknäppt och eftertänksam stil, som röjer medvetna influenser från Goethe.